# Кинтеро, Иоамнет
Иоамнет Кинтеро Альварес (исп. Ioamnet Quintero Álvarez; род. 8 сентября 1972, Гавана) — кубинская легкоатлетка, специалистка по прыжкам в высоту. Выступала за сборную Кубы по лёгкой атлетике в 1988—2006 годах, обладательница бронзовой медали летних Олимпийских игр в Барселоне, чемпионка мира, двукратная чемпионка Панамериканских игр, победительница Кубка мира, многократная чемпионка Кубы.

## Биография
Иоамнет Кинтеро родилась 8 сентября 1972 года в Гаване, Куба.
Первого серьёзного успеха в лёгкой атлетике на международном уровне добилась в сезоне 1988 года, когда вошла в состав кубинской сборной и выступила на юниорском центральноамериканском и карибском первенстве в Нассау, где в зачёте прыжков в высоту выиграла серебряную медаль.
В 1990 году в той же дисциплине одержала победу на домашнем юниорском первенстве Центральной Америки и Карибского бассейна в Гаване, стала четвёртой на юниорском мировом первенстве в Пловдиве.
В 1991 году превзошла всех соперниц на домашних Панамериканских играх в Гаване.
В 1992 году была лучшей на иберо-американском чемпионате в Севилье. Благодаря череде успешных выступлений удостоилась права защищать честь страны на летних Олимпийских играх в Барселоне — в финале взяла высоту в 1,97 метра, завоевав бронзовую олимпийскую награду — уступила здесь только немке Хайке Хенкель и румынке Алине Астафей. Также в этом сезоне отметилась победой на Кубке мира в Гаване.
В марте 1993 года на международном турнире в Берлине установила свой личный рекорд в прыжках в высоту — 2,01 метра. Позднее стала шестой на чемпионате мира в помещении в Торонто, одержала победу на чемпионате мира в Штутгарте.
В 1994 году среди прочего показала четвёртый результат на Играх доброй воли в Санкт-Петербурге.
В 1995 году выступила на чемпионате мира в помещении в Барселоне, победила на Панамериканских играх в Мар-дель-Плате, принимала участие в чемпионате мира в Гётеборге.
На Олимпийских играх 1996 года в Атланте в ходе предварительного квалификационного этапа прыгнула на 1,90 метра, чего оказалось недостаточно для выхода в финальную стадию соревнований.
В 1997 году заняла пятое место на чемпионате мира в помещении в Париже.
На Олимпийских играх 2000 года в Сиднее с результатом 1,92 вновь в финал не вышла.
Впоследствии ещё неоднократно становилась победительницей и призёркой национальных соревнований на Кубе. Завершила спортивную карьеру по окончании сезона 2006 года.